# ماساهيكو نومورا
ماساهيكو نومورا (باليابانية: 野村 雅彦) هو مجدف ياباني، ولد في 11 مايو 1963.

## وصلات خارجية
- ماساهيكو نومورا على موقع الاتحاد الدولي للتجديف (الإنجليزية)
- ماساهيكو نومورا على موقع أوليمبيديا (الإنجليزية)